# Heinrich Weber (Ringer, 1923)
Heinrich „Heini“ Weber (* 2. November 1923 in Neumarkt in der Oberpfalz; † 27. April 2010) war ein deutscher Ringer.

## Werdegang
Heinrich Weber zog schon in jungen Jahren mit seiner Familie von Neumarkt nach Heidenheim an der Brenz in Württemberg. Dort wandte er sich dem Ringen zu. 1941 und 1942 wurde er deutscher Jugendmeister. Danach kamen Krieg und vierjährige Kriegsgefangenschaft. Nach der Entlassung schloss er sich bald dem TV Jahn Göppingen an, in deren Mannschaft damals so gute Ringer wie Walter Hahn, Georg Fink und Fritz Bischoff standen. 1948 gewann er seine erste deutsche Meisterschaft für den Turn- und Sportbund 1846 e. V. Heidenheim. 1951 konnte er mit 28 Jahren erstmals an einer internationalen Meisterschaft starten. Bei den Olympischen Spielen in Helsinki 1952 wurde ihm vom Kampfgericht übel mitgespielt, denn auf Protest der finnischen Mannschaftsführung wurde sein Sieg über Leo Honkala, Finnland, von einer inkompetenten Jury, die es sich mit dem Gastgeber wohl nicht verderben wollte, in eine Niederlage umgewandelt. Weber verlor so die schon gewonnene Medaille, die an Honkala ging. Heinrich Weber, der sich zwischenzeitlich dem ASV Aalen angeschlossen hatte, beendete seine Karriere Anfang der 1960er Jahre.

## Internationale Erfolge
| Jahr | Platz | Wettbewerb      | Stil | Gewichtsklasse | |
| 1951 | 5.    | WM in Helsinki  | F    | Fliegen        | mit Sieg über di Giorgi, Italien und Niederlagen gegen Mahmoud Mollaghasemi, Iran und Bengt Johansson, Schweden                                  |
| 1952 | 5.    | OS in Helsinki  | F    | Fliegen        | mit Siegen über Cheetham, Großbritannien, Das, Indien und Niederlagen gegen Georgi Sajadow, UdSSR und Mollaghasemi                               |
| 1952 | 4.    | OS in Helsinki  | GR   | Fliegen        | mit Siegen über Werner Zimmer, Saarland, Hüseyin Akbaş, Türkei, Borivoje Vukov, Jugoslawien und einer Niederlage gegen Leo Honkala, Finnland     |
| 1953 | 5.    | WM in Neapel    | GR   | Fliegen        | mit Siegen über Valteiner, Österreich u. Edmond Faure, Frankreich und Niederlagen gegen Dumitru Pârvulescu, Rumänien und Boris Gurewitsch, UdSSR |
| 1955 | 7.    | WM in Karlsruhe | GR   | Fliegen        | mit Siegen über Maurice Mewis, Belgien, Karl-Erik Andersson, Schweden und einer Niederlage gegen Ignazio Fabra, Italien                          |

## Erfolge bei deutschen Meisterschaften
| Jahr | Platz | Ort                   | Stil | Gewichtsklasse |                                                             |
| 1948 | 1.    | Bad Reichenhall       | GR   | Bantam         |                                                             |
| 1949 | 3.    | Bruchsal              | GR   | Bantam         | hinter Walter Bauer, München und Müller, Schorndorf         |
| 1950 | 1     | Ludwigshafen am Rhein | GR   | Fliegen        | vor Robert Kronenberger, Kahl                               |
| 1950 | 1.    | Ebersbach an der Fils | F    | Fliegen        | vor Josef Hintermeier, München-Neuaubing                    |
| 1951 | 1.    | Rheinhausen           | F    | Fliegen        | vor Georg Schwaiger, Bad Reichenhall                        |
| 1952 | 1.    | Berlin                | GR   | Fliegen        | vor Rudi Schreer, Dortmund                                  |
| 1953 | 1.    | Stuttgart-Feuerbach   | GR   | Fliegen        | vor Josef Schwab, Obereisesheim und Heinz Simon, Gersweiler |
| 1954 | 1.    | Suhl                  | GR   | Fliegen        | vor Georg Schwaiger u. Erich Hoffmann, Gelenau/Erzgeb.      |
| 1954 | 1.    | München-Neuaubing     | F    | Fliegen        | vor Josef Hintermeier u. Bernhard Baumann, Kelheim          |